# Forcipe

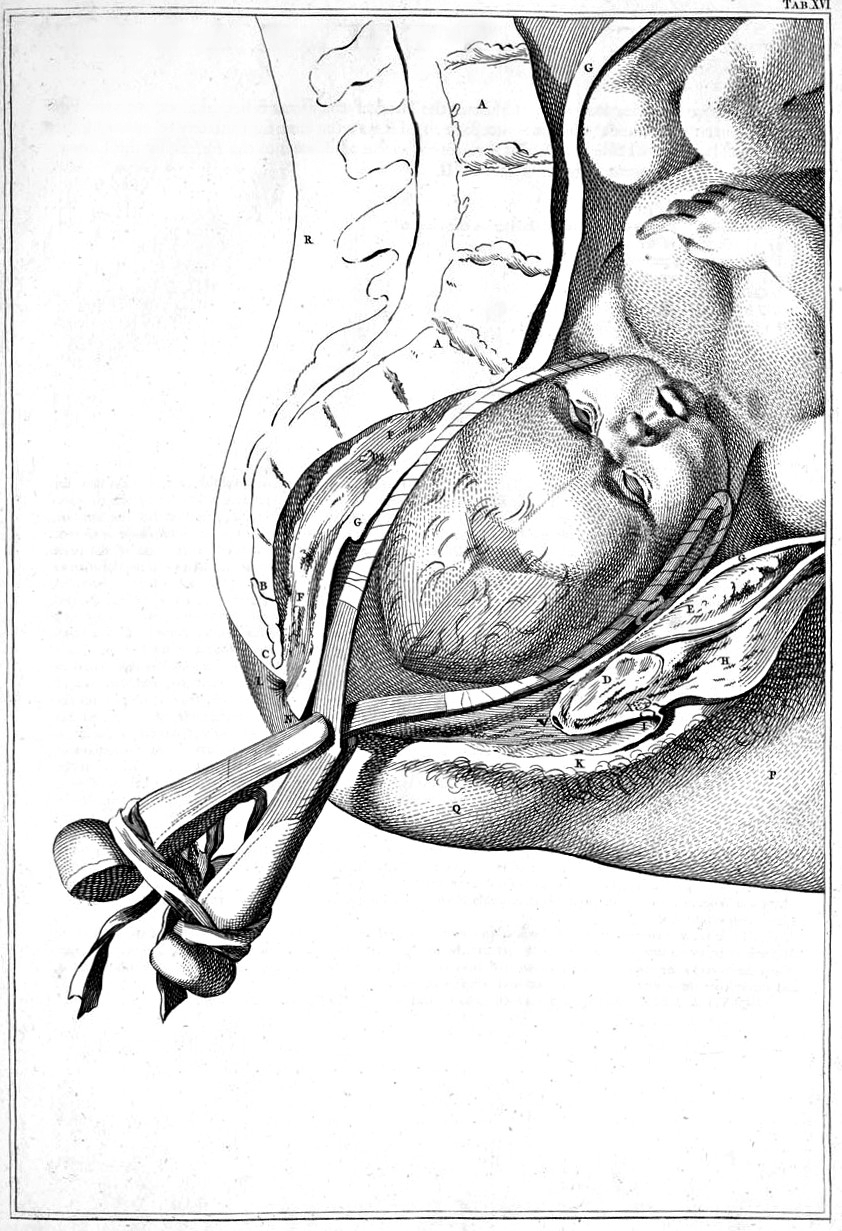
Forcipe in una illustrazione di William Smellie (1697-1763)

Il forcipe è uno strumento utilizzato in ostetricia, inventato intorno al 1572 da Peter Chamberlen, chirurgo-ostetrico, a Londra, dove si era rifugiato, dopo gli eventi della notte di San Bartolomeo.

## Storia

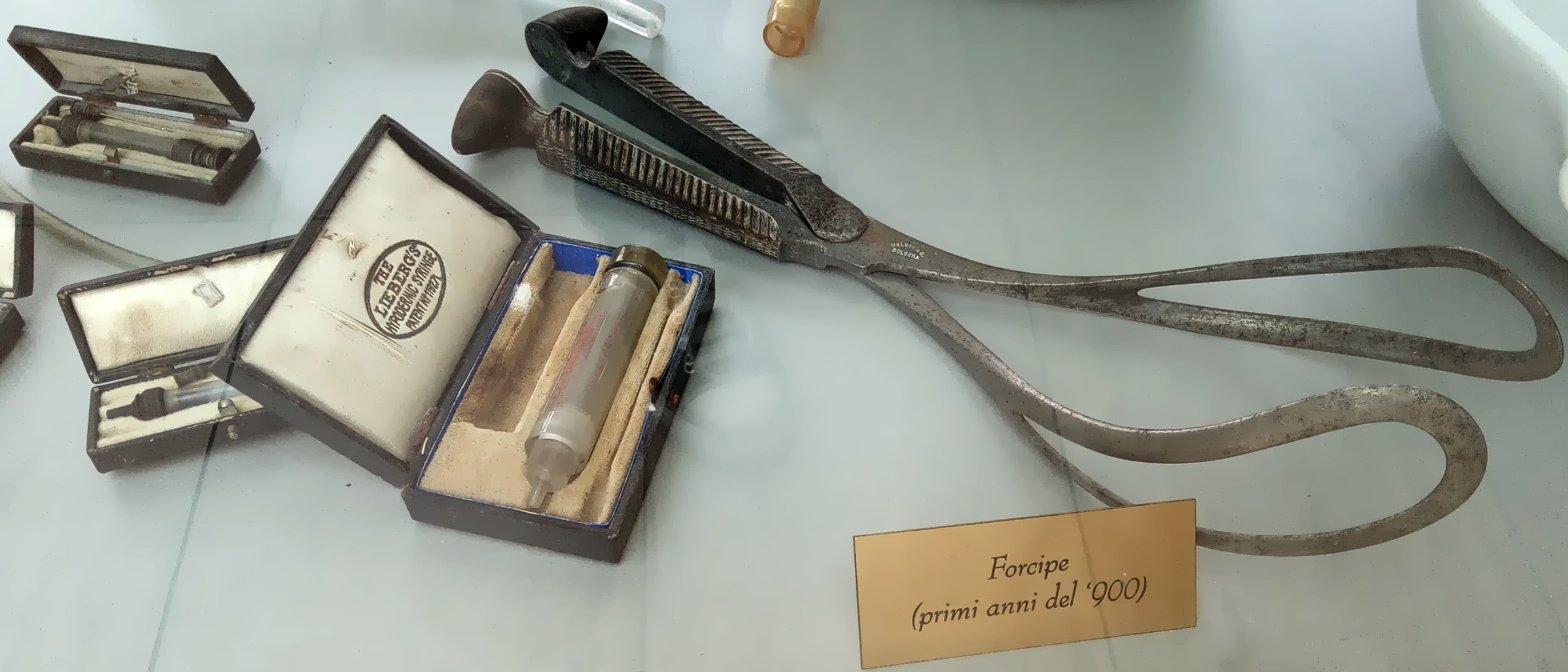
Forcipe del 1900

Probabilmente gli Arabi, intorno all'anno Mille, disponevano di un simile arnese di cui però si era persa ogni memoria: lo strumento è costituito da due branche simili a cucchiai che presentano alla loro estremità una concavità più o meno accentuata. I due componenti del forcipe sono complementari, uno cioè si adatta e viene montato incastrandolo sull'altro (esistono comunque diversi modelli dello strumento che hanno caratteristiche differenti).
L'invenzione moderna è attribuita a Chamberlen, che insieme al figlio inventò una pinza scomponibile in grado di estrarre il feto dall'utero in caso di distocia. L'uso subì un'accelerazione nella prima metà del XVIII secolo grazie ai trattati di anatomia chirurgica di Jan Palfijn. Dagli anni cinquanta, con l'introduzione di tecniche antisettiche e anestetiche che resero possibile il frequente ricorso al parto cesareo, l'uso di tale strumento fu quasi del tutto abbandonato anche se in alcune nazioni (Francia e paesi di scuola ostetrica francese) vi è ancora l'abitudine nell'uso dello strumento. Poiché nel tempo sono stati riscontrati effetti collaterali e varie complicazioni, oggi viene spesso sostituito, in alternativa, con la ventosa ostetrica.

## Modalità operative
Spesso lo strumento viene montato dopo averlo applicato sulla testa fetale. Quando pronti, con una trazione verso l'esterno, si aiuta la progressione della testa fetale che così facilita la fuoriuscita dell'intero corpo del nascituro. Il forcipe venne tenuto dai Chamberlen come "segreto di famiglia" per varie generazioni, veniva trasportato in un apposito contenitore e coperto da un sontuoso drappo. Già dal Settecento il segreto venne svelato e il forcipe iniziò ad essere utilizzato liberamente, provocando disastri quando veniva usato da mani inesperte.

## Effetti collaterali

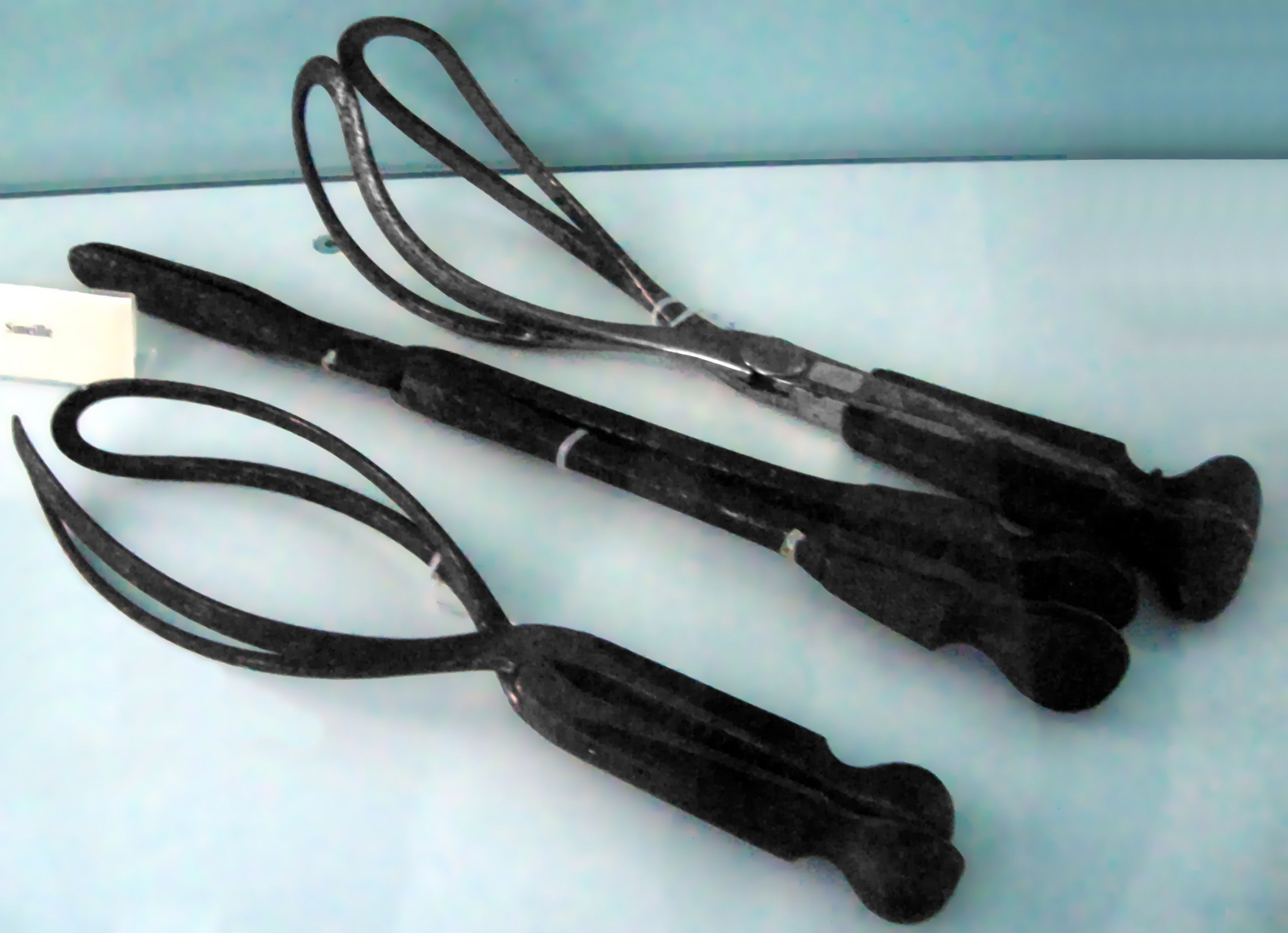
Esempio di forcipe, tipologia Smellie

In molti casi il suo utilizzo provoca casi di cerebrolesione nei neonati, bloccando l'afflusso di sangue al cervello con conseguenze devastanti. In altri casi si verificano lesioni alla colonna vertebrale e conseguenti paralisi degli arti oppure traumi alla calotta cranica senza interessamento degli organi interni, con deturpazioni più o meno gravi.
Può anche recidere un nervo facciale, causando lievi paralisi del volto, come è successo all'attore Sylvester Stallone.

## Nel mondo

### Giappone
In Giappone l'impiego del forcipe fu proibito dal 1930, con pene detentive per chiunque lo usasse clandestinamente. Come alternativa al forcipe, si iniziò ad utilizzare una ventosa, che risultò essere più facile e meno rischiosa da usare.